# Alejo Zavala Castro
Alejo Zavala Castro es un obispo mexicano que ejerció hasta junio de 2015 como obispo de la Diócesis de Chilpancingo-Chilapa en el estado de Guerrero. 

## Biografía
Nació el 31 de diciembre de 1941 en la localidad de Galeana, municipio de Puruándiro, Michoacán. 
Fue ordenado sacerdote el 17 de diciembre de 1966 y sirvió como sacerdote en la Arquidiócesis de Morelia. 

### Episcopado
El 4 de enero de 1992, el papa Juan Pablo II lo nombró primer obispo de la naciente Diócesis de Tlapa, cargo que ocupó hasta el 19 de noviembre de 2005 en que fue trasladado a la Diócesis de Chilpancingo-Chilapa. El papa Francisco aceptó su renuncia el 20 de junio de 2015.